# ويليام ماكسويل (سياسي)
ويليام ماكسويل (بالإنجليزية: William Maxwell)‏ هو سياسي أمريكي، ولد في 1766، وتوفي في 10 سبتمبر 1809. انتخب عضو مجلس نواب أوهايو.